# Calathea brasiliensis
Calathea brasiliensis  es una especie fanerógama de la familia Marantaceae, nativa de  Brasil.   

## Taxonomía
Calathea brasiliensis fue descrita por Friedrich August Körnicke y publicado en Bulletin de la Société Impériale des Naturalistes de Moscou 35(1): 118. 1862.
Sinonimia
- Phyllodes brasiliensis (Körn.) Kuntze	[2][3]